# Championnat de France de baseball Division 2 2019
Navigation
2018 2021
| \| Dunkerque Ermont Ronchin Sénart Bréal-sous-Montfort Montigny-le-Bretonneux Paris Rouen Eysines Saint-Aubin-de-Médoc Thiais Béziers Meyzieu Montpellier La Vallée du Gapeau \| Localisation des clubs engagés dans le championnat. |
| Dunkerque Ermont Ronchin Sénart Bréal-sous-Montfort Montigny-le-Bretonneux Paris Rouen Eysines Saint-Aubin-de-Médoc Thiais Béziers Meyzieu Montpellier La Vallée du Gapeau                                                           |

Le Championnat de France de baseball Division 2 2019 est la 7e édition de cette compétition.
Pour l'année 2019 ce championnat évolue avec la fusion du Championnat de France de baseball Division 2 et du Championnat de France de baseball Nationale 1.
L'édition 2019 de cette compétition regroupe ainsi 16 équipes réparties dans 4 poules qui s'affrontent pour accéder à la Division 1 du baseball français.

## Les clubs de l'édition 2019
Les clubs participant à l'édition 2019 du Championnat de France de baseball Division 2 sont donc, après répartition dans des poules :
Poule A :
| Equipes                           | Ville     | Stade                                 | Capacité |
| --------------------------------- | --------- | ------------------------------------- | -------- |
| Korvers de Dunkerque              | Dunkerque | Stade de Baseball des Maraîchers      | 0        |
| Expos d'Ermont                    | Ermont    | Expos Stadium                         | 0        |
| Baseball softball club de Ronchin | Ronchin   | Stade de Baseball Pierre de Coubertin | 0        |
| Templiers de Sénart B             | Sénart    | Templiers Stadium                     | 1 000    |

Poule B :
| Equipe                                | Ville                  | Stade                                    | Capacité |
| ------------------------------------- | ---------------------- | ---------------------------------------- | -------- |
| Black Panthers de Bréal-sous-Montfort | Bréal-sous-Montfort    | Stade de Baseball de Bréal-sous-Montfort | 0        |
| Cougars de Montigny-le-Bretonneux B   | Montigny-le-Bretonneux | Stade Jean Maréchal                      | 350      |
| Paris Université Club B               | Paris                  | Stade Pershing                           | 1 000    |
| Rouen Baseball 76 B                   | Rouen                  | Terrain Pierre Rolland                   | 500      |

Poule C :
| Equipes                           | Ville                | Stade                           | Capacité |
| --------------------------------- | -------------------- | ------------------------------- | -------- |
| Raiders d'Eysines                 | Eysines              | Terrain de Baseball de La Forêt | 0        |
| Patriots de Paris                 | Paris                | Stade Pershing                  | 1 000    |
| Blue Jays de Saint-Aubin-de-Médoc | Saint-Aubin-de-Médoc | Stade de Baseball René Escarret | 0        |
| Tigers Thiais                     | Thiais               | Stade de Baseball Alain Mimoun  | 0        |

Poule D :
| Equipes                                | Ville               | Stade                                | Capacité |
| -------------------------------------- | ------------------- | ------------------------------------ | -------- |
| Baseball Club biterrois                | Béziers             | Stade de Baseball de Montflourès     | 0        |
| Cards de Meyzieu                       | Meyzieu             | Stade de Baseball des Servizières    | 0        |
| Montpellier Université Club Baseball B | Montpellier         | Greg Hamilton baseball park          | 0        |
| Les Renards de la vallée               | La Vallée du Gapeau | Complexe Sportif Christophe Dominici | 0        |